# 77 (singolo)
77 è il singolo di debutto della rapper e cantautrice italiana BigMama, pubblicato il 20 settembre 2019.

## Descrizione
Il brano, scritto dalla stessa cantautrice, è prodotto da Frame e Sidelines.

## Tracce
Testi e musiche di Marianna Mammone.
1. 77 – 0:44